# 13: The Musical
13: The Musical er en amerikansk film fra 2022 af Tamra Davis.

## Medvirkende
- Eli Golden som Evan
- Gabriella Uhl som Patrice
- JD McCrary som Brett
- Lindsey Blackwell som Kendra
- Frankie McNellis som Lucy
- Jonathan Lengel som Archie
- Ramon Reed som Eddie